# デビル紫
デビル紫（デビルむらさき、1942年4月30日 - 2017年10月23日 ）は、日本のプロレスラー。本名：村崎 昭男（むらさき あきお）。
現役時代は国際プロレス所属。当時としては珍しかった日本人マスクマンとして活動した。

## 来歴
高校卒業後に海上自衛隊へ入隊し、舞鶴基地へ配属される。3年で海上自衛隊を除隊した後、難波ボディビル・ジムを経て、1967年8月に国際プロレスに入団。
1968年1月5日、福岡県の小倉市三萩野体育館において、本名の村崎昭男としてデビュー。デビュー戦の相手は仙台強が務めた。
1972年5月、デビル紫（Devil Murasaki）へと改名。同年10月には全日本プロレスの旗揚げシリーズに鶴見五郎らと参戦。ジャイアント馬場から高評価を受ける。
1972年12月、ハワイでのAWAの興行に国際プロレス社長の吉原功と同行、試合は行わなかったものの、吉原からアメリカ修行を命じられ、合衆国本土のテネシーへ移動。以降、各地を転戦する。
テネシーのNWAミッドアメリカ（後のCWA）ではタロー・ムラサキ（Taro Murasaki）と名乗り、同時期に海外修行に出ていたグレート・フジこと大位山勝三とのコンビで活動。トージョー・ヤマモトがマネージャーとなり、ジェリー・ローラー、ジェリー・ジャレット、ファビュラス・カンガルーズ（アル・コステロ&ドン・ケント）などと対戦した。
1973年6月からはグレート・サキ（Great Saki）のリングネームでインディアナポリスのWWAに参戦。日系レスラーのミツ荒川のパートナーとなり、エース兼プロモーターのディック・ザ・ブルーザーをはじめ、ウイルバー・スナイダー、クラッシャー・リソワスキー、カウボーイ・ボブ・エリス、ムース・ショーラック、セーラー・ アート・トーマス、ペッパー・ゴメスなどのトップスターと対戦した。
1974年3月、カナダのカルガリーにおいてトーキョー・ジョーこと大剛鉄之助とタッグを組み、ザ・キウィズ（ニック・カーター&スウィート・ウィリアム）からインターナショナル・タッグ王座を奪取、初のタイトル戴冠を果たした。しかし、その数日後の3月18日、移動中に村崎の運転していた車がスリップを起こし、路上で車を点検中の大剛に他の車が衝突。大剛は右脚を切断する大怪我を負い、選手生命を絶たれた。
その後はメキシコのEMLLに参戦して、ペロ・アグアヨやドス・カラスと対戦、全日本プロレスから海外修行に出ていたリキドーセン・セグンド（力道山2号）こと百田光雄とも共闘した。このメキシコ遠征において、帰国後に覆面レスラーに変身することを思い立ち、自身でデザインしたマスクを現地の業者に依頼して作製したという。以降はスペインからフランスを経由して当時の西ドイツに転戦、本名のアキオ・ムラサキ（Akio Murasaki）名義で、ミレ・ツルノ、ラスプーチン、レネ・ラサルテス、ピート・ロバーツらと対戦した。
1976年10月24日、マスクマンとして凱旋帰国。ラフファイトを中心とした悪役レスラーとして活躍した。帰国直後のシリーズでは、若手時代のリック・マーテルから勝利を収めている。
1977年1月20日には寺西勇のIWA世界ミッドヘビー級王座に挑戦。同年11月からスタートした全日本プロレスとの対抗戦では、天龍源一郎やサムソン・クツワダと対戦した。
1979年8月26日、日本武道館で開催された『プロレス夢のオールスター戦』において、第1試合のバトルロイヤルに出場。
1980年5月16日、厚木大会でのマイティ井上戦を最後に現役を引退。以降は国際プロレスの営業部員、レフェリーとして活動。
国際プロレス崩壊後は綜合警備保障に就職。信用の必要な現金輸送などの仕事を任され、定年まで勤務した。
2017年10月23日、食道がんのため死去。75歳没。

## 追記
- マスクマンになった経緯は、大剛鉄之助が交通事故で選手生命を絶たれる程の大怪我を負ったことに責任を感じ、素顔ではなく覆面を被って帰国したと伝えられてきたが、村崎本人は「事故とマスクは関係ない」と否定している[9][16]。なお、海外修行時代は覆面レスラーとして活動したことはなく（宣伝用の写真は西ドイツにて撮影していた）、マスクマンへの変身は1976年10月の帰国後からである[11][17]。
- 国際プロレス時代に手作りの応援用マスクを会場で販売したところ大ヒット商品となり、売り上げの一部を恵まれない施設に寄付することもあったという[18]。
- 阿修羅・原は正式デビュー以前の1978年6月24日、デビル紫のマスクを着用して試験的な試合に臨んだことがある[19]。
- 1979年に国際プロレスに入団したマッハ隼人とは覆面コンビを組む一方、マスクマン同士のシングルマッチでも対戦した[20]。
- 1981年の国際プロレス崩壊末期に、選手不足のために復帰が予定されていたが、実際は出場しなかった[15]。
- 引退後、レスラー仲間やプロレス関係者とは一切の交流を持たず、85年6月10日に死去した元国際プロレス社長・吉原功の通夜と葬儀にも参列しなかった。また、講演やインタビューなどの依頼も断っている[15]。
- 没後の2021年、全日本プロレスの新木場大会にて、同じくデビル紫を名乗る覆面レスラーが参戦。その後『2021 Jr. BATTLE OF GLORY』にエントリーした。正体および村崎との関係性は不明[21]

## 得意技
- ニー・ドロップ
- ドロップキック

## 獲得タイトル
スタンピード・レスリング
- インターナショナル・タッグ王座（カルガリー版）：1回（w / トーキョー・ジョー）[22]